# عبر المياه السوداء
عبر المياه السوداء (بالإنجليزية: Across the Black Waters)‏ هي رواية إنجليزية للكاتب الهندي ملك راج أناند [الإنجليزية] نُشرت لأول مرة في عام 1939. يصف تجربة لالو، وهو سيبوي في الجيش الهندي يقاتل نيابة عن بريطانيا ضد الألمان في فرنسا خلال الحرب العالمية الأولى. وقد صوره المؤلف على أنه فلاح بريء طُردت أسرته الفقيرة من أرضه ولا يفهم إلا بشكل غامض موضوع الحرب، وصف الكتاب بأنه أفضل عمل لأناند منذ رواية المنبوذ.
في مأساة لالو تكمن مأساة القرية الهندية ويصور أناند حقيقة مؤثرة: إن تجريد أي شخص من الأرض يعني حرمانه من هويته. — باسافاراج نايكار.
الكتاب جزء من ثلاثية (القرية والسيف والمنجل) التي تؤرخ حياة لالو وهو يكافح من أجل الارتقاء من قاع المجتمع الهندي. وفي المضمون نرى حركة الاستقلال الهندية. هذا الكتاب هو الرواية الإنجليزية الهندية الوحيدة التي تدور أحداثها في الحرب العالمية الأولى ويصور تجارب لالو، الذي يريد فقط استعادة قطعة الأرض التي فقدتها عائلته كمكافأة على خدمته. ولكن عندما يعود من الحرب يجد عائلته مشتتة ووالديه ميتين. الموضوعات الأكبر في الرواية هي موضوع الحرب والموت الذي يواجهه لالو مع الثقافة الغربية.

## روابط خارجية
- Mulk Raj Anand (2008). Across the Black Waters. Orient Paperbacks. ISBN:978-81-222-0258-8. مؤرشف من الأصل في 2024-05-05.
- Highfield، Jonathan. "Finding the Voice of the Peasant: Agriculture, Neocolonialism and Mulk Raj Anand's Punjab Trilogy" (PDF). Rupkatha Journal. ج. 1 ع. 2. مؤرشف من الأصل (PDF) في 2024-02-08. اطلع عليه بتاريخ 2020-06-27 – عبر rupkatha.com.